# Fractura (mineralogía)
En el campo de la mineralogía, la fractura es la textura y la forma de la superficie de una roca que se forma cuando se fractura un mineral. Los minerales a menudo tienen una fractura muy distintiva, por lo que es una característica principal utilizada en su identificación. 
La fractura difiere de la escisión en que esta última implica una división limpia a lo largo de los planos de escisión de la estructura cristalina del mineral, en oposición a una rotura más general. Todos los minerales exhiben fractura, pero cuando hay una escisión muy fuerte, puede ser difícil de ver. 

## Terminología

### Fractura concoidea

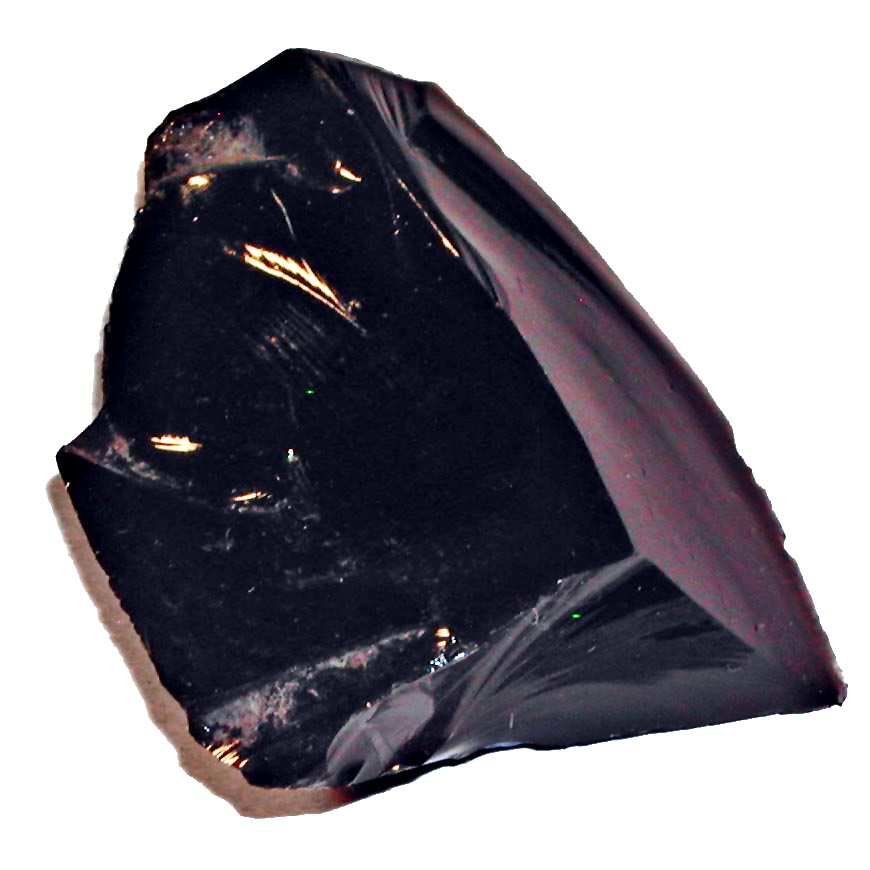
Obsidiana

Rotura de fractura concoidea que se asemeja a las ondas concéntricas de una concha de mejillón. A menudo ocurre en minerales amorfos o de grano fino como sílex, ópalo u obsidiana, pero también puede ocurrir en minerales cristalinos como el cuarzo. La fractura subconcoidal es similar a la fractura concoidal, pero con una curvatura menos significativa. (La obsidiana es una roca ígnea, no un mineral, pero ilustra bien la fractura concoidea.) 

### Fractura terrenal

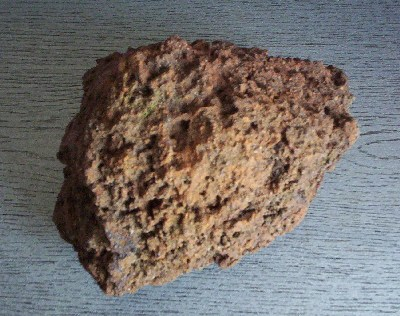
Limonita

La fractura terrosa recuerda al suelo recién roto. Con frecuencia se observa en minerales relativamente blandos y poco unidos, como la limonita, la caolinita y la aluminita. 

### Fractura Hackly

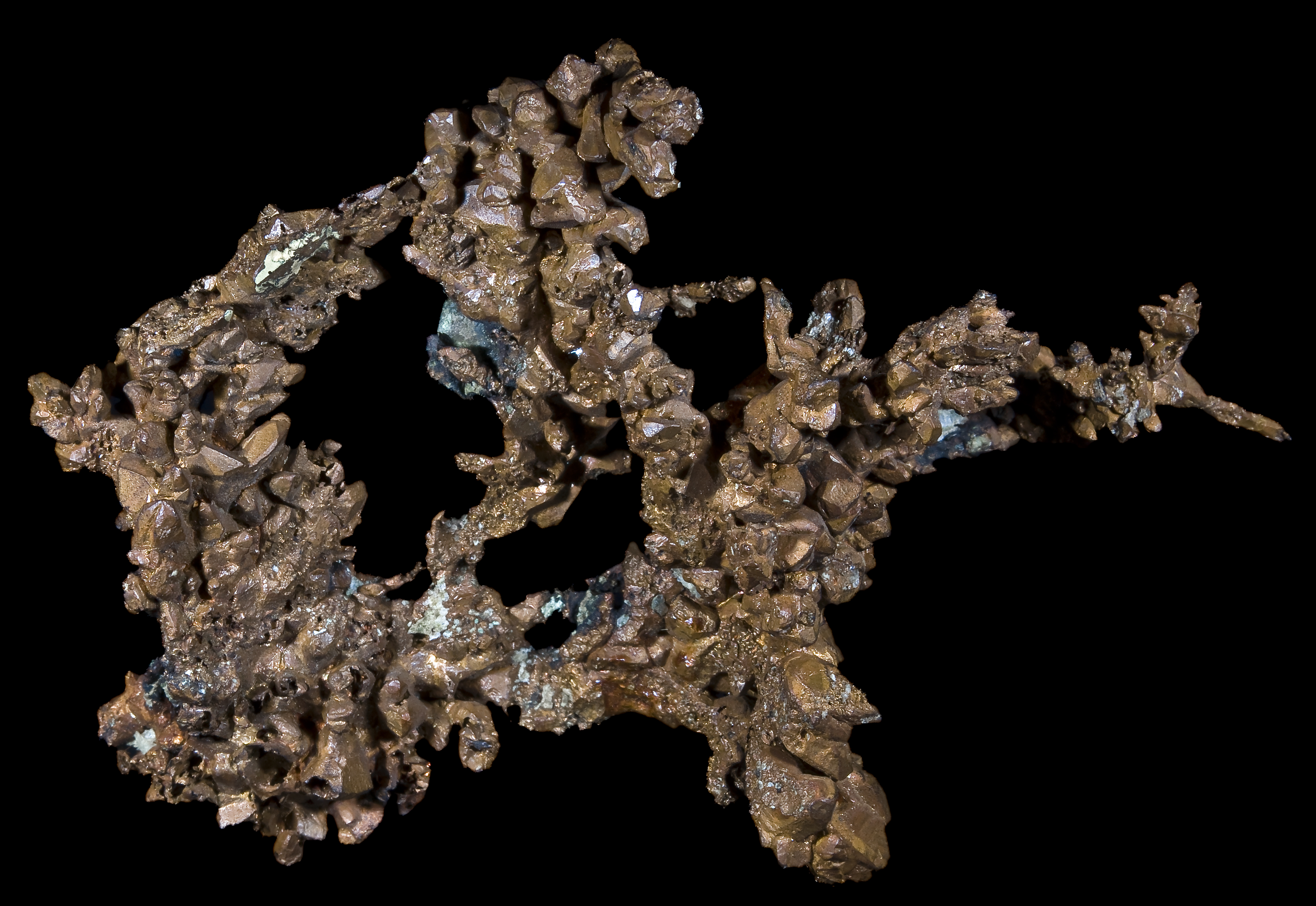
Cobre nativo

La fractura de corte (también conocida como fractura dentada) es irregular, aguda y ni siquiera. Ocurre cuando los metales se rasgan, por lo que a menudo se encuentra en metales nativos como el cobre y la plata. 

### Fractura de astilla

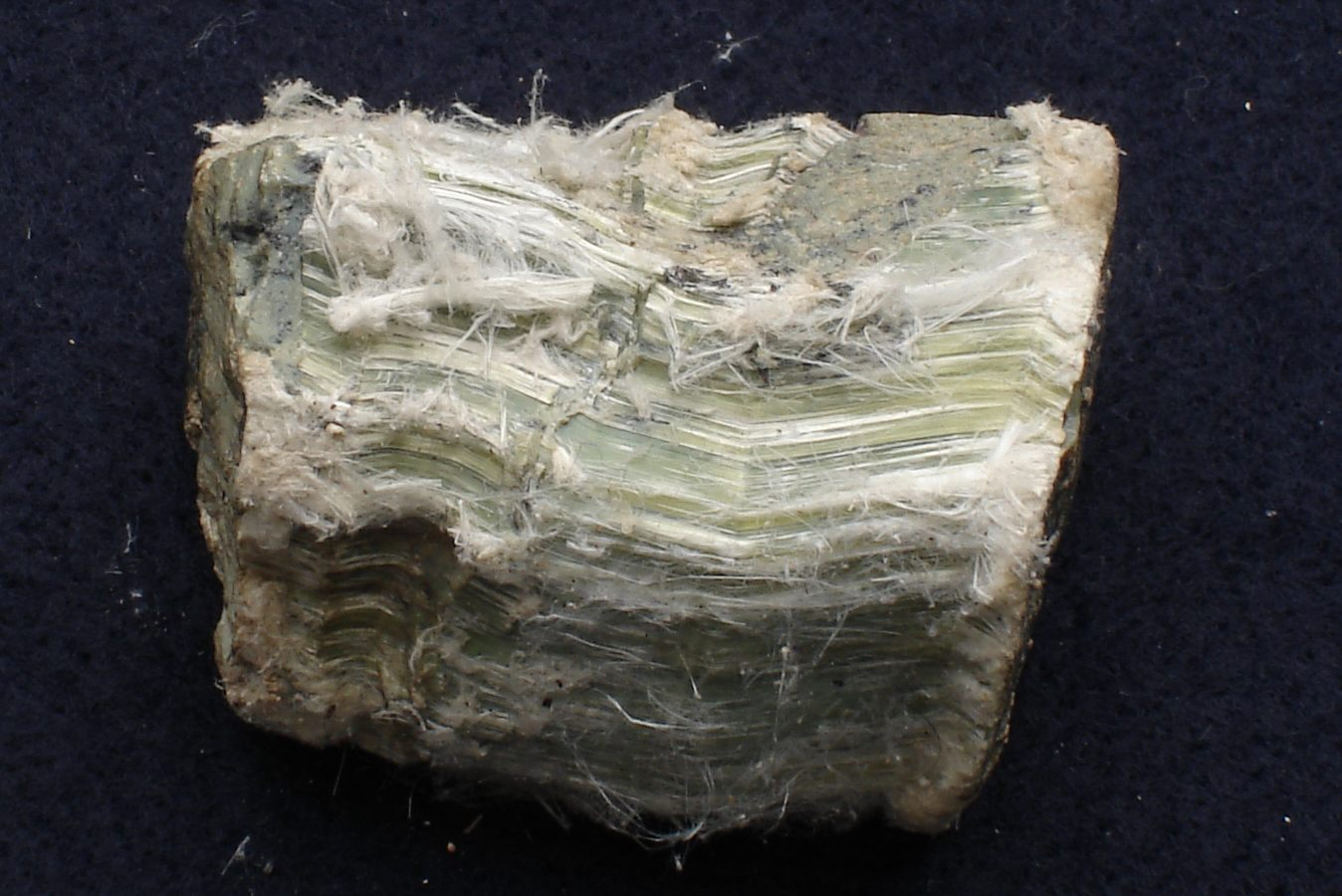
Crisotilo

La fractura de astilla comprende puntos agudos y alargados. Se ve particularmente en minerales fibrosos como el crisotilo, pero también puede ocurrir en minerales no fibrosos como la cianita. 

### Fractura desigual

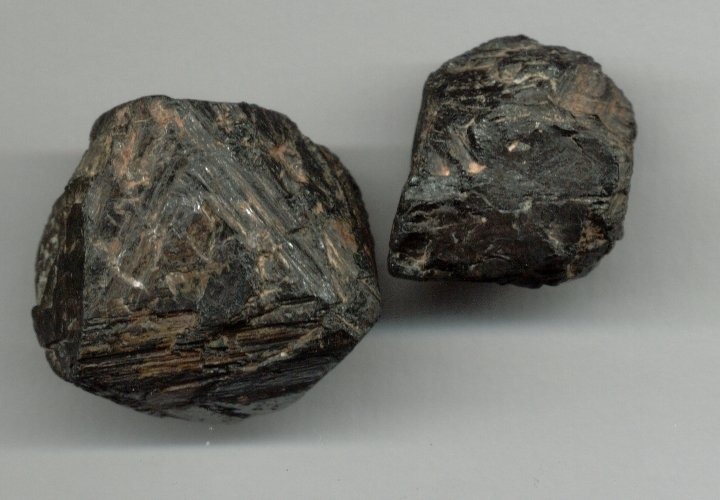
Magnetita

La fractura desigual es una superficie rugosa o irregular con irregularidades. Ocurre en una amplia gama de minerales, incluidos arsenopirita, pirita y magnetita. 